# Verwaltungsgemeinschaft Hügelland/Täler
De Verwaltungsgemeinschaft Hügelland/Täler in het Thüringische landkreis Saale-Holzland-Kreis is een gemeentelijk samenwerkingsverband waarbij 22 gemeenten zijn aangesloten. Het bestuurscentrum bevindt zich in Hermsdorf.

## Deelnemende gemeenten
De volgende gemeenten maken deel uit van de Verwaltungsgemeinschaft:
| 1. Bremsnitz (151) 2. Eineborn (357) 3. Geisenhain (201) 4. Gneus (163) 5. Großbockedra (184) 6. Karlsdorf (96) 7. Kleinbockedra (43) 8. Kleinebersdorf (187) 9. Lippersdorf-Erdmannsdorf (482) 10. Meusebach (92) 11. Oberbodnitz (270) | 1. Ottendorf (438) 2. Rattelsdorf (85) 3. Rausdorf (193) 4. Renthendorf (468) 5. Tautendorf (175) 6. Tissa (156) 7. Trockenborn-Wolfersdorf (662) 8. Tröbnitz * (500) 9. Unterbodnitz (199) 10. Waltersdorf (183) 11. Weißbach (180) |

Albersdorf · Altenberga · Bad Klosterlausnitz · Bibra · Bobeck · Bremsnitz · Bucha · Bürgel · Crossen an der Elster · Dornburg-Camburg · Eichenberg · Eineborn · Eisenberg · Frauenprießnitz · Freienorla · Geisenhain · Gneus · Golmsdorf · Gösen · Graitschen b. Bürgel · Großbockedra · Großeutersdorf · Großlöbichau · Großpürschütz · Gumperda · Hainichen · Hainspitz · Hartmannsdorf · Heideland · Hermsdorf · Hummelshain · Jenalöbnitz · Kahla · Karlsdorf · Kleinbockedra · Kleinebersdorf · Kleineutersdorf · Laasdorf · Lehesten · Lindig · Lippersdorf-Erdmannsdorf · Löberschütz · Mertendorf · Meusebach · Milda · Möckern · Mörsdorf · Nausnitz · Neuengönna · Oberbodnitz · Orlamünde · Ottendorf · Petersberg · Poxdorf · Rattelsdorf · Rauda · Rauschwitz · Rausdorf · Reichenbach · Reinstädt · Renthendorf · Rothenstein · Ruttersdorf-Lotschen · Scheiditz · Schkölen · Schleifreisen · Schlöben · Schöngleina · Schöps · Seitenroda · Serba · Silbitz · Stadtroda · St. Gangloff · Sulza · Tautenburg · Tautendorf · Tautenhain · Thierschneck · Tissa · Tröbnitz · Trockenborn-Wolfersdorf · Unterbodnitz · Waldeck · Walpernhain · Waltersdorf · Weißbach · Weißenborn · Wichmar · Zimmern · Zöllnitz